# César Alberto Castro
César Alberto Castro Pérez (San Cristóbal, 10 aprile 1983) è un ex calciatore venezuelano, di ruolo difensore.

## Carriera
Ha giocato nella massima serie greca.